# Annexstad Peak
Annexstad Peak är en bergstopp i Antarktis. Den ligger i Västantarktis. Inget land gör anspråk på området. Toppen på Annexstad Peak är 2 610 meter över havet. Annexstad Peak ingår i Executive Committee Range.
Terrängen runt Annexstad Peak är kuperad västerut, men österut är den platt. Trakten är obefolkad. Det finns inga samhällen i närheten. 